# Chi Một dược
Chi Một dược (danh pháp khoa học: Commiphora) là một chi trong thực vật có hoa. Nó bao gồm khoảng 185 loài cây gỗ và cây bụi, thường có gai, có nguồn gốc ở châu Phi, bán đảo Arabia và tiểu lục địa Ấn Độ. Chi này được một số văn bản khoa học bằng tiếng Trung gọi là 裂榄 (liệt lãm).

### Sử dụng
Một vài loài có nhựa thơm, được sử dụng để làm hương, nước hoa và dược phẩm, bao gồm cây một dược (Commiphora myrrha) và nhựa thơm Mecca (C. opobalsamum).

## Một số loài
- Commiphora africana (đồng nghĩa Heudelotia africana), đôi khi được xác định là bdellium cổ đại.
- Commiphora boranensis
- Commiphora caudata
- Commiphora corrugata
- Commiphora gileadensis (đồng nghĩa Commiphora opobalsamum), sinh ra nhựa thơm Mecca.
- Commiphora habessinica
- Commiphora kataf (đồng nghĩa Commiphora erythraea), sản sinh ra bisabol.
- Commiphora madagascariensis
- Commiphora mossambicensis
- Commiphora myrrha: Một dược (đồng nghĩa Commiphora molmol), sản sinh ra một dược (mạt dược).
- Commiphora schimperi
- Commiphora stocksiana, tại Pakistan gọi là bayisa gugal
- Commiphora wightii (đồng nghĩa Commiphora mukul), sinh ra nhựa thơm guggul, đôi khi được xác định như là bdellium cổ đại.

## Hình ảnh

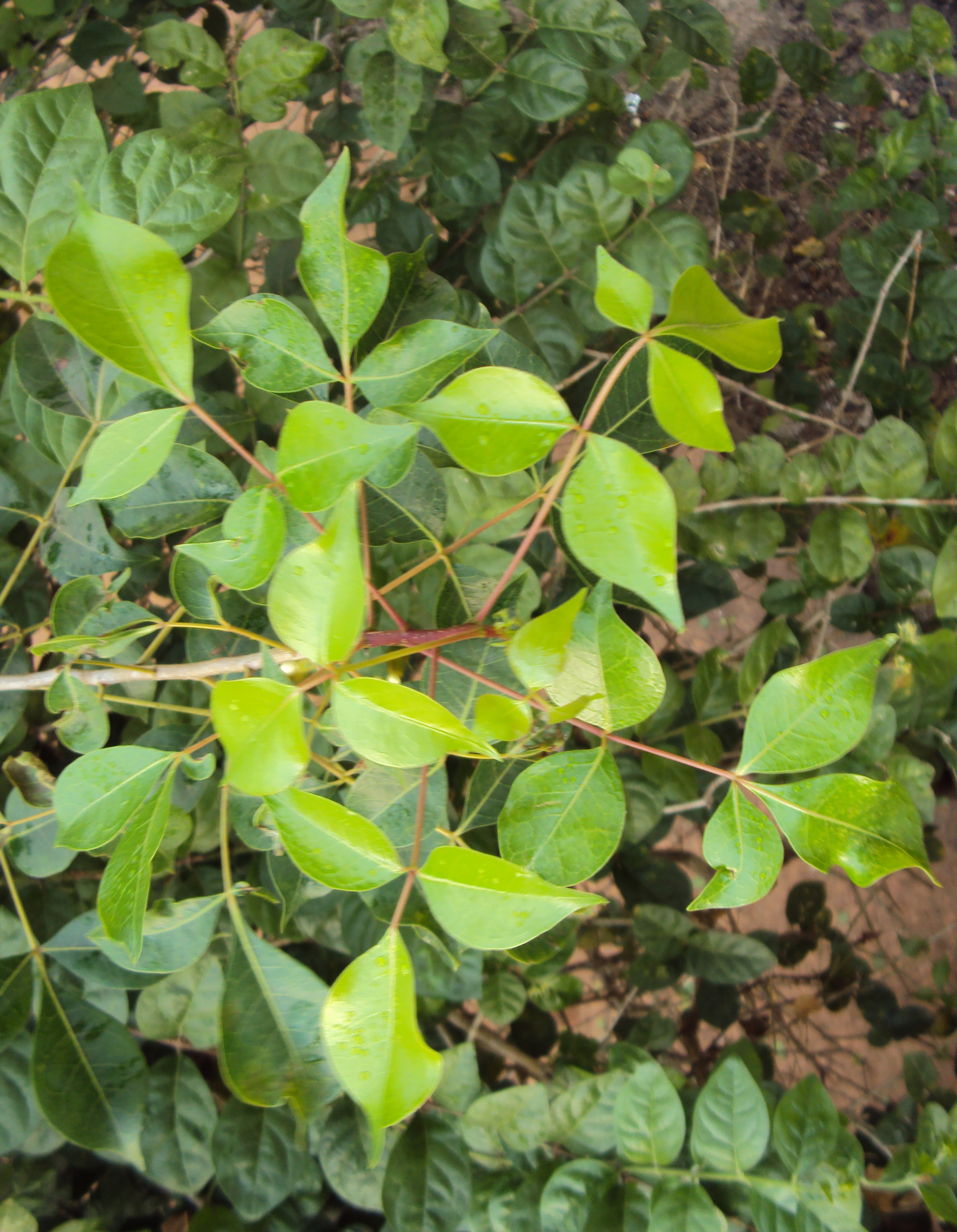
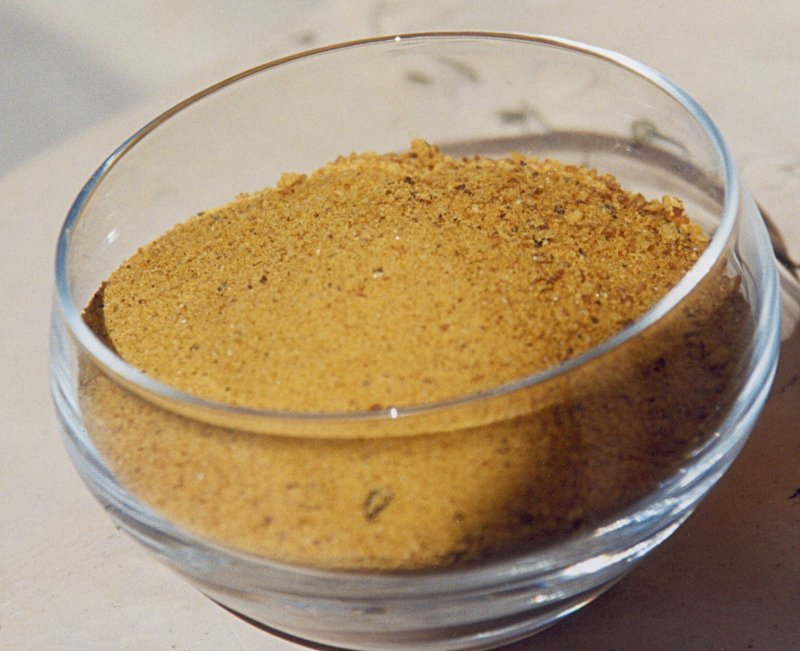
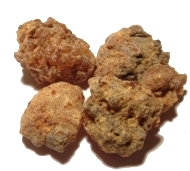
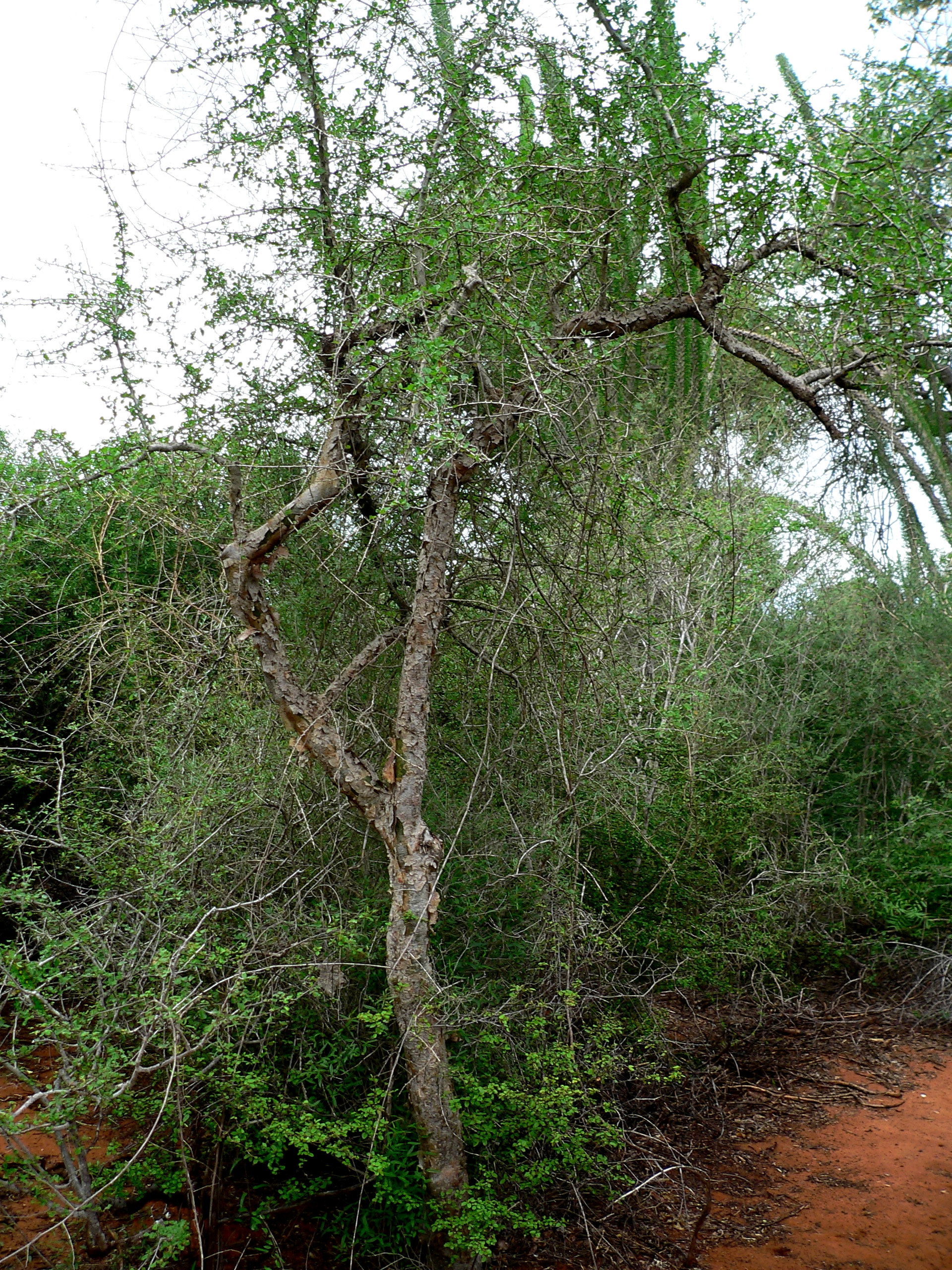